# Àdab

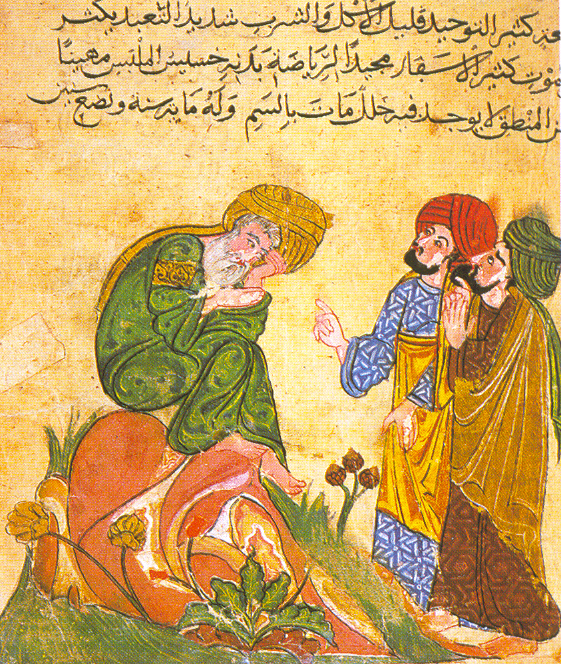
Miniatura d'un manuscrit àrab que conté comentaris a Sughrat (Sòcrates), del. Palau Topkapi, Istambul, Turquia.

L'àdab (àrab: أَدَب, ʿadab, plural آدَاب, ʿādāb) s'ha definit com el conjunt de «ciències propedèutiques entre els àrabs». El terme àdab és, en un principi, sinònim de sunna en el sentit de «ús, costum, norma de conducta correcta i recomanada, transmesa pels avantpassats». Segons Abu-Ayyub al-Ansarí, és «la decència en la conducta amb Déu i amb els altres». Posteriorment s'assisteix a una evolució del significat inicial, passant a designar en època del Califat Abbàssida, la noblesa, bona educació i cortesia. Sota el mencionat aspecte reflecteix el canvi de la societat musulmana, ja que al segle II de l'Hègira equival a urbanitat, refinament ciutadà, com equivalent a elegància estudiada i cortesia, dharf. Aquest sentit de bones maneres, general durant tota l'edat mitjana, és el que té als tractats de «bones costums»: normes d'urbanitat al menjar, al beure, al vestir, l'art amatori, la conversa, l'oració, el joc dels escacs, del perfecte company, del mestre, metges, jutges, funcionaris, etc.

## Evolució del terme
A partir del segle ii de l'Hègira el terme ha anat cobrant, al costat de les seves implicacions ètiques i socials, un sentit de «cultura de l'elit», que serà el que prevalgui. Amb aquest significat de cultura mundana i sota aquest aspecte oposat al concepte de ilm o ciència religiosa, essencialment constituïda per conceptes alcorànics, tradicions piadoses i xaria, l'àdab es conforma amb els coneixements mínims necessaris a tot ciutadà pertanyent a l'alta societat per poder mantenir una conversa.
En aquest sentit equival a poesia, facilitat i eloqüència d'expressió i bagatge cultural àrab. És, per tant, expressió de la civilització d'una aristocràcia racial, l'àrab. Per això va passar també a significar un gènere literari educatiu de les elits administratives i polítiques, que té certa similitud amb l'«espill de prínceps» cristià.
La participació cada vegada més gran a la vida pública i social dels clients, procedents dels pobles conquerits, farà que aquest concepte d'urbanitat àrab s'ampliï, especialment amb aportacions hel·lenístic-iranianes i posteriorment amb elements gnòmics hindús. En aquest aspecte la personalitat i l'obra d'al-Jàhidh és la millor mostra dels camps i de les possibilitats inherents a aquest gènere de literatura que guarda una certa relació amb el que podríem anomenar divulgació científica d'alt nivell.
Temes de l'àdab seran, ja no solament la poesia, els proverbis, les genealogies, la història i les tradicions dels àrabs preislàmics, sinó també les llegendes èpiques i narracions de tipus moral persa, els contes i faules procedents de l'Índia amb alguns corrents intel·lectuals filosòfics i religiosos, a més a més de coneixements medico-farmacèutics, la filosofia d'arrels gregues i hel·lenístiques, i uns certs conceptes ètics.
Aquesta literatura del segle iii de l'Hègira és un veritable humanisme que guarda unes certes relacions amb el del Renaixement quan l'home constitueix el centre i la mesura de totes les coses: l'home amb les seves virtuts i vicis, l'ambient que s'envolta amb el marc espiritual i material que s'ha creat.
L'iniciador i potser el creador d'aquest concepte d'àdab general i universal és Ibn al-Muqaffa, iranià convertit a l'islam i traductor del Kalila wa-Dimna de Bidpái, autor de tractats ètico-didàctics significativament nomenats al-àdab al-kabir (‘els grans costums’) i al-ádab as-saghir (‘els petits costums’). L'obra de l'Ibn al-Muqaffa és prosseguida i incorporada definitivament al patrimoni cultural musulmà pel gran pensador i polígraf al-Jàhidh i els seus deixebles i continuadors at-Tawhidí i at-Tanují. Amb al-Jàhidh la literatura d'àdab es convertirà en la trama de tota la cultura abbàssida.

## Utilització actual
Aquest contingut polifacètic i universal de l'àdab, entès com a cultura i urbanitat, i el desinterès i aristocràtica inutilitat pràctica que implica, van a quedar reduïts, cap al segle IV de l'Hègira, als coneixements mínims requerits per a determinat càrrec, com un programa d'oposicions per a l'ingrés en un cos de funcionaris.
L'àdab esdevé un gènere literari musulmà que reuneix tot tipus de coneixements amb una finalitat educativa i exemplificadora. El gènere més semblant és el gènere de l'espill de prínceps cristià, però en realitat és una espècia de programa de capacitació administrativa per l'alta jerarquia i per això ocupen un lloc privilegiat en aquest tipus de llibres les matèries pràctiques i econòmiques: temes tributaris, tresoreria, comptabilitat... També l'administració de la justícia i la política, però no exclusivament.
És aleshores quan és redacta àdab al-khatib (coneixements bàsics per ser secretari administratiu) d'Ibn Qutayba, àdab al-fatib (per als predicadors), àdab al-qad (per als jutges), àdab al-wazir (per als visirs), etc.
Aquestes obres es poden classificar segons el rang de la persona a la que es dirigeixen i a la qual s'adapten: reis, governadors o secretaris. Del primer rang, els reis, són rellevants El llibre del govern (regles pels reis) de Nidham-al-Mulk, El llibre dels consells per a reis d'Algatzell i el Qabus nama de Kai Kaus, que es podria traduir literalment per El llibre de Qabus, que era el nom del pare de Kai Kaus. Del segon, els governadors, la carta de Tàhir Tayfur inclosa a la seva obra El llibre de Bagdad o El llibre dels visirs i dels governadors de Sari Mehemad Pasha. Finalment, el tercer rang, els secretaris, comprèn la carta d'Abdel Amid als seus secretaris.
La paraula tindrà també el significat, molt més limitat, de ‘literatura amena’, comprenent la poesia, prosa rimada, paremiografia i narració d'anècdotes. Aquesta àdab és el dels autors de maqames, com al-Hamadhaní i al-Harirí, una literatura difícil de comprendre, de virtuosisme verbal, amb un vocabulari rebuscat i voluntàriament fosc. A aquest tipus d'àdab pertanyen les obres dels andalusins Abu-Bakr at-Turtuixí, autor de Siraj al-muluk (‘Espill de orínceps’) o Yússuf ibn Abd-al-Barr.
Ara com ara la paraula àdab és utilitzada pels àrabs amb el sentit de literatura.